# Niphotragulus affinis
Niphotragulus affinis är en skalbaggsart som beskrevs av Stefan von Breuning 1954. Niphotragulus affinis ingår i släktet Niphotragulus och familjen långhorningar. Inga underarter finns listade i Catalogue of Life.